# Mordovsko državno sveučilište
Mordovsko državno sveučilište N.P.Ogarjeva se nalazi u gradu Saransku, glavnom gradu ruske republike Mordovije.
Utemeljeno je u listopadu 1957. kao proširenje Mordovskog narodnog pedagoškog instituta, utemeljenog 1931. godine. Sveučilište daje mogućnost stjecanja diplome i akademskih naslova u raznim akademskim područjima.
Nastava je dostupna u obliku cjelodnevnog obrazovanja, "večernje" nastave te dopisne naobrazbe (6 godina). Medicinski fakultet nudi 6-godišnje i 7-godišnje studijske programe.
Ukupan broj studenata je se broji u desetcima tisuća, po zadnjoj procjeni je oko 28.000. U tu brojku su uključeni i inozemni studenti iz preko 17 država.

## Jedinice
Znanstvena područja u kojima se student može akademski obrazovati se nude u idućim strukturnim jedinicama:

### Akademski odjeli
- Matematika,
- Biologija,
- Medicina,
- Filologija,
- Strani jezici (engleski, njemački, francuski),
- Zemljopis,
- Pravo,
- Ekonomija,
- Nacionalna (mordvinska) kultura,
- Civilno građevinarstvo,
- Rasvjetne tehnologije,
- Elektronika,
- Akademska umijeća.

### Instituti
- Fizika i kemija
- Povijest i sociologija
- Mehanika i energetika
- Poljodjelstvo
- Strojogradnja (kampus Ružajevka)
- Institut za dodatnu obuku i kvalifikacijsko poboljšanje.

Brojni fakulteti su grupirani unutar Međugranskog regionalnog središta za dodatnu obuku.
Nadalje, odjeli ovog sveučilišta u inim mordovijskim gradovima imaju prostore za studije ekonomije i prava.

## Vanjske poveznice
- Službene stranice na ruskom
- Ured za međunarodne odnose, na engleskom  Arhivirana inačica izvorne stranice od 5. siječnja 2007. (Wayback Machine)